# دایی (قندهار)
دایی (به لاتین: Dayi) یک منطقهٔ مسکونی در افغانستان است که در ولایت قندهار واقع شده‌است. دایی ۲٬۵۰۰ نفر جمعیت دارد.